# Drautalbahn
A Drautalbahn - ahogy ezt a vasútvonalat ma nevezik - egy normál nyomtávolságú, nagyrészt kétvágányú, részben 15 kV 16,7 Hz váltóárammal villamosított nemzetközi vasútvonal a szlovén Maribor és az olasz San Candido között, miközben áthalad Ausztrián.
A Drautalbahn kelet-nyugati irányú vasúti összeköttetés a Dráva mentén. Maribortól (Marburg a. d. Drau, csatlakozás a régi déli vasúthoz) Innichenig tart, ahol összekapcsolódik a Pustertalbahnnal, mely Franzensfeste felé vezet tovább. Így Észak-Szlovéniában kezdődik, Karintián és Kelet-Tirolon keresztül halad, és Dél-Tirolban ér véget. A Klagenfurt-Bleiburg szakaszt a Koralm-vasút részeként meghosszabbítják, amely Bleiburgtól a Jauntal-vasútvonalat követi. A vonalnak ez a szakasza a többi szlovéniai szakaszhoz hasonlóan egyvágányú és nem villamosított.

## Jelenlegi forgalom és járművek
A szlovén szakaszon a Slovenske železnice vonatai hétfőtől péntekig közlekednek. Maribor és Ruše között sűrű a forgalom. Bleiburgba három vonatpár közlekedik. Az egyes vonatok csak Prevaljéig közlekednek. Hétvégén a nyári hónapokban csak nagyon kevés regionális vonat közlekedik. A használt járművek főként SZ 813/814 sorozatú vasúti kocsik, amelyeket 1973 és 1976 között a Fiat Ferroviaria és a TVT Maribor épített. Bleiburgból főként ingavonatok közlekednek Ruše városába.
Bleiburgból főként a Wolfsberg felől érkező vonatok használják a vonalat, hogy továbbmenjenek Klagenfurt Hauptbahnhofig. A járatokat 2016 sorozatú dízelmozdonyokkal vagy 5022 sorozatú motorvonatokkal állítják ki.
A Klagenfurt-Spittal an der Drau szakaszon a Bécs-Villach, Bécs-Lienz és Klagenfurt-Salzburg viszonylatban az ÖBB távolsági vonatai is közlekednek. Ezeket az RJ, EC, IC vagy EN vonatokat az ÖBB 1144, ÖBB 1116 és az ÖBB 1216 sorozatú mozdonyok húzzák vagy tolják. Az ÖBB 4024 sorozatú modern motorkocsikat ezen kívül a villamos vontatású szakaszon is használják REX, R vagy S-Bahn néven.
A 2013/14-es menetrendváltásig naponta két közvetlen ÖBB-járat közlekedett Lienzből Innsbruckba, amelyek a Pustertalbahnon és a Brenner-vasútvonalon keresztül közlekedtek korridorvonatként, és amelyeket ÖBB 1216 sorozatú mozdonyok vontattak.
A 2014/15-ös menetrendváltás óta a SAD Nahverkehr tizennégy FLIRT-vonata óránként közlekedik Lienzből Franzensfeste felé, Innsbruckba vagy Bolzanóba történő átszállással. A hat kocsiból álló ETR170-esek 3 kV-os egyenáram (Olaszország) és 15 kV/16,7 Hz-es váltakozó áram (Ausztria) alatti üzemre is alkalmasak.

## Lásd még
- Allegro Johann Strauss